# 雲林縣立馬光國民中學
雲林縣立馬光國民中學，簡稱馬光國中，是位於中華民國台灣雲林縣土庫鎮的一所國民中學，成立於1983年7月22日。校園前有約兩公里長的印度櫻花大道。

## 校史
1983年7月22日，奉准正式創校，並核定校名為「雲林縣立馬光國民中學」。1983年8月25日，雲林縣政府核派原雲林縣政府體健課課長劉武雄接任首任校長並在土庫國中圖書館舉行校長就職典禮。
1983年9月3日，學區規劃為馬光地區東平、西平、南平、北平四里及崙內、埤腳二里，計六里。先行借用土庫國中莊敬樓上課。1983年10月20日，校址預定地選定於馬光往崙內里途中，即現今校址。校地面積4.6586公頃，由省府地政處召集有關單位開會審查，通過將原有農地變更為學校預定地。
1984年10月12日，舉行校舍動土典禮，縣長許文志親臨主持，前省教育廳長、時任青輔會副主委黃昆輝先生亦參加，地方人士舞龍舞獅熱烈慶祝。
1985年10月，首期校舍完工，工程興建教室二十間二層樓建築。1985年10月19日，本校師生全部進入新校區上課，共借用土庫國中莊敬樓上課達兩年兩個月之久。1985年10月24日，舉行創校落成典禮。
1994年3月，舉行活動中心破土典禮。1995年6月，活動中心落成。1996年9月，成立「雲林縣立馬光國民中學附設國民中學補習學校」。

## 歷任校長
以下是馬光國中歷任校長列表：
| 屆任  | 姓名   | 性別 | 在任                 | 異動原因     |
| ----- | ------ | ---- | -------------------- | ------------ |
| 第1任 | 劉武雄 | 男   | 1983年至1988年3月    | 調任斗六國中 |
| 第2任 | 劉明章 | 男   | 1989年3月至1994年8月 | 調任東明國中 |
| 第3任 | 張勝也 | 男   | 1994年8月至1999年3月 | 調任石榴國中 |
| 第4任 | 尹再添 | 男   | 1999年3月至2002年8月 | 調任西螺國中 |
| 第5任 | 鍾進森 | 男   | 2002年8月至2006年7月 | 調任土庫國中 |
| 第6任 | 張芳榕 | 男   | 2006年8月至2009年7月 | 調任東勢國中 |
| 第7任 | 薛錦彰 | 女   | 2009年8月至2014年7月 | 調任雲林國中 |
| 第8任 | 林玉彬 | 男   | 2014年8月至2020年7月 | 調任水林國中 |
| 第9任 | 曾麗珠 | 女   | 2020年8月至今        |              |

## 特殊班級
馬光國中的特殊班級包含成立於2000年的體育班（專長為棒球與排球）和成立於2014年的藝術才能班（管樂）。

## 社團
校內運動性社團包含面向普通班、師資外聘的木球社，普通班、體育班學生混和、由校內師資授課的排球隊以及面向體育班、由校內師資授課的棒球隊。該校棒球隊成立於2000年，通常報名甲組，球員由縣政府負擔宿舍費用。曾代表該縣參加華南金控盃。
音樂性社團方面，有針對藝術才能班的管樂團，外聘教師教授合奏並由校內師資負責教授樂理和音樂欣賞；曾於2011年拿下全國室外行進管樂金牌。口琴社以普通班學生為主，曾於2015年全國音樂比賽獲得金牌，為該縣首金。國樂社同樣針對普通班學生設置，惟師資外聘。合唱團不分藝才班、普通班，師資為校內師資。

## 知名校友
- 徐育澄中職選手，目前效力於義大犀牛。
- 林家瑋中職選手，目前效力於統一獅。
- 林宜暉排球國手，目前效力於台電排球隊
- 張真輔，國內知名畫家

## 外部連結
- 官方网站